# Złodzieje nerek
Złodzieje nerek – opowieść uznawana za legendę miejską funkcjonująca przede wszystkim w Polsce i kilku innych krajach Europy. Powstała ona prawdopodobnie w 1995 r. we Francji.

## Legenda
Historia opowiada najczęściej o dziecku, które zostaje porwane podczas zakupów z rodzicami w supermarkecie lub dużym sklepie (w wersji francuskiej – podczas zabawy w Disneylandzie). Rodzice spuszczają dziecko z oczu tylko na chwilę, po czym nie mogą go odnaleźć. Nawet ochrona sklepu i policja nie są w stanie pomóc rodzicom. Po kilku dniach dziecko zostaje znalezione pod swoim domem, z przyczepioną do ubrania karteczką Nie mam nerki. Niekiedy także łączy się to z historią o udaremnionym porwaniu, gdy rodzice gubią dziecko, po czym w ostatnim momencie udaje im się je znaleźć w toalecie, gdzie jest przebrane i ma zmienioną fryzurę.
W niektórych wersjach bohaterką legendy miejskiej jest młoda dziewczyna, bawiąca się w dyskotece. W pewnym momencie traci przytomność; budzi się następnego dnia w motelu, w wannie wypełnionej lodem. Obok wanny znajduje telefon oraz kartkę z napisem Wezwij karetkę. Nie masz nerki.
Istnieją także wersje historii, w których nie podaje się konkretnych ofiar, a jedynie mówi o samym zjawisku. Według jednej z nich jest to zjawisko częste w USA, a zwłaszcza w Nowym Orleanie.
Legendę o kradnięciu nerek czasem łączy się z teoriami spiskowymi (podobnymi do rzeczywistej historii łowców skór).
Choć znaczna część historii to miejskie legendy, do takich przypadków dochodziło w rzeczywistości – zarówno w Polsce, jak i za granicą.

## Rozpowszechnienie na świecie
Ta legenda miejska jest znana od lat 90. XX wieku w Ameryce, Niemczech, Francji, Australii i RPA, gdzie występuje jako legenda o ukradnięciu nerki dziecku imigrantów.

## Legenda w Polsce
W 2006 roku opowieść o złodziejach kradnących nerki uaktywniła się w Olsztynie i wywołała panikę w osiedlu Kortowo. W Polsce złodziei nerek czasami łączy się z czarną wołgą lub wiejską legendą o fałszywej karetce zabijającej pacjentów, co może być nawiązaniem do afery łowców skór.